# اوسک (ناحیه روکیتسانی)
اوسک (به چکی: Osek) یک منطقهٔ مسکونی در جمهوری چک است که در ناحیه روکیتسانی واقع شده‌است. اوسک ۱۸٫۰۷ کیلومتر مربع مساحت و ۱٬۳۲۶ نفر جمعیت دارد و ۴۰۳ متر بالاتر از سطح دریا واقع شده‌است.